# Napometa trifididens
Napometa trifididens är en spindelart som först beskrevs av O. Pickard-Cambridge 1873.  Napometa trifididens ingår i släktet Napometa och familjen täckvävarspindlar. Inga underarter finns listade i Catalogue of Life.